# Semiothisa hypoleuca
Semiothisa hypoleuca là một loài bướm đêm trong họ Geometridae.